# 薛德勇
薛德勇（英語：Monkey Sit，1989年2月4日—），香港音樂人、男歌手，為印尼華僑，生於屯門，綽號「Monkey」。

## 音樂生涯
薛德勇原於街頭表演，之後開始參與各類音樂表演，包括西九自由約、留白、Lost Star、香港藝術館以及大專院校、商場等演出，並創立「猿創音樂」，2019年加入「大台主」成為全職音樂人。

## 歌曲作品
2018年
猿創音樂EP：《活》、《白》、《結》、 《一》、《Miranda (demo)》
2019年
《Riding Bike》
2020年
《You are not alone》、《長大未》、《多餘的人》
2021年
《960》 、《黃金海灘老了》
2022年
《Pulang Rumah》、《你在我的畫裏》、《鬍鬚佬》、 《Miranda》、《96930羅瓦涅米》
2023年
《一路行》、《西北鉄道物語》
2024年
《領跑》

## 外部連結
- 薛德勇的Facebook專頁
- 薛德勇的Instagram帳戶